# IC 481
IC 481 — галактика типу Sbc (компактна витягнута спіральна галактика) у сузір'ї Близнята.
Цей об'єкт міститься в оригінальній редакції індексного каталогу.